# Osztrák Légierő
Az Osztrák Légierő (németül: Österreichische Luftstreitkräfte) Ausztria reguláris haderejének, az Osztrák Szövetségi Hadseregnek a fő része.

## Története
Az Osztrák Légierőt 1955. májusában alapították a győztes szövetségi hatalmak. Hamarosan pilótaképzést indítottak néhány Jak–11 és Jak–18 repülőgépet amit a Szovjetunió adományozott az országnak és további képző repülőgépeket vett a Military Assistance Program alatt.

## Szervezete
Az Osztrák Légierő létszáma 6 850 fő.

## Fegyverzete
| Megnevezés                                           | Mennyiség   | Megjegyzés                                                                                      |
| Repülőgépek                                          | Repülőgépek | Repülőgépek                                                                                     |
| ---------------------------------------------------- | ----------- | ----------------------------------------------------------------------------------------------- |

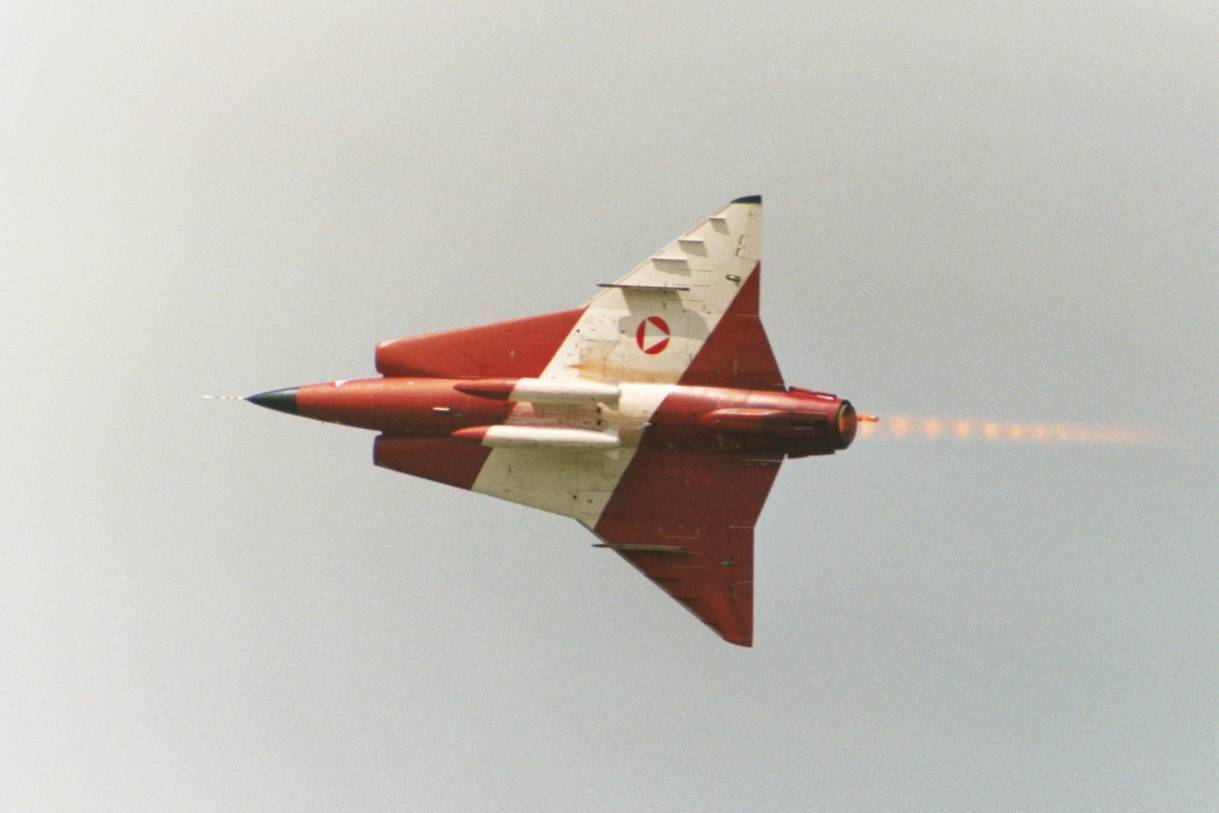
Az Osztrák Légierő Draken-ja

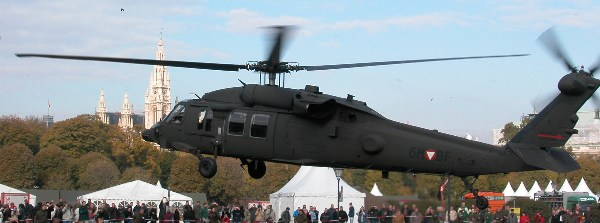
Az Osztrák Légierő Black Hawk helikoptere

| Eurofighter Typhoon többfeladatú vadászrepülőgép     | 15 db       | - Eredetileg 24 darab beszerzését tervezték, ezt előbb 18, majd végül 15 darabra csökkentették. |
| Saab 105 kiképző repülőgép                           | 18 db       | - Eredetileg 40 darab került beszerzésre.                                                       |
| Pilatus PC–7 kiképző repülőgép                       | 13 db       |                                                                                                 |
| C–130 Hercules szállító repülőgép                    | 2 db        | - A Brit Királyi Légierő korábbi repülőgépei.                                                   |
| Pilatus PC–6 szállító repülőgép                      | 8 db        | - Eredetileg 14 darab került beszerzésre.                                                       |
| Helikopterek                                         |             |                                                                                                 |
| / Bell 212 szállító helikopter                       | 23 db       | - Eredetileg 26 darab került beszerzésre.                                                       |
| OH–58 Kiowa felderítő/könnyű szállító helikopter     | 11 db       | - Eredetileg 12 darab került beszerzésre.                                                       |
| Aérospatiale Alouette III könnyű szállító helikopter | 24 db       | - Eredetileg 29 darab került beszerzésre                                                        |
| S–70A szállító helikopter                            | 9 db        |                                                                                                 |
| Légvédelmi rakéták                                   |             |                                                                                                 |
| Mistral légvédelmi rakéta indító                     | 36 db       |                                                                                                 |